# Богдо-Ула
Бо́гдо-У́ла или Богдо-Ола (монг. Богд уул (нуруу), кит. упр. 博格达山, пиньинь Bógédá shãn) — горный хребет и одноимённая гора в Восточном Тянь-Шане, Китай. Располагается в Синьцзян-Уйгурском автономном районе к востоку от города Урумчи. Протягивается с запада на восток на расстояние около 300 км, разделяя Турфанскую впадину (к югу) и Джунгарскую равнину (к северу). Высшая точка — гора Богдо-Ула (5445 м).
Склоны хребта крутые, в верхней части располагаются ледники и вечные снега. В среднем поясе растут хвойные леса и высокогорные кустарники, альпийские луга. В нижнем — пустынные и степные ландшафты. На северо-западном склоне пика Богдо-Ула находится высокогорное озеро Тяньчи, называемое «жемчужиной Тянь-Шаня».